# The Elite
 (avril 2020).
 (juin 2018).
 (juin 2018).
Le contenu est difficilement compréhensible vu les erreurs de traduction, qui sont peut-être dues à l'utilisation d'un logiciel de traduction automatique.
Palmarès
Voir ici
The Elite (typographié The ELITE) est un clan de catcheurs Face, composé de Kenny Omega (leader) et des Young Bucks (Matt Jackson et Nick Jackson). Le groupe travaille actuellement à la All Elite Wrestling.
L'Elite était à l'origine un sous-groupe au sein du Bullet Club, composé de Kenny Omega et des Young Bucks. Kōta Ibushi se joint au trio pour former The Golden Elite. En octobre 2018, Kenny Omega, les Young Bucks, Cody Rhodes, Marty Scurll et « Hangman » Adam Page quittent le Bullet Club et reforment l'Elite.

## Histoire

### Circuit indépendant (2016-2019)

#### Bullet Club (2016-2018)
Le 5 janvier 2016, Kenny Omega devient le leader du Bullet Club. Omega et The Young Bucks se sont retournés contre l'ancien leader A. J. Styles et l'ont expulsé du groupe,.
Selon les Young Bucks, ils ont créé The Elite avec Kenny Omega cette nuit-là, sans la permission des bookers de la NJPW.
Après avoir roué de coups A. J. Styles, puis quitté le ring, Kenny Omega convainc trois Young Bucks d'affronter A. J. Styles : The Elite était né.
Lors de Honor Rising : Japan 2016, ils remportent leur premier titre en trio en battant Toru Yano et The Briscoe Brothers. Ils remportent les NEVER Openweight Six Man Tag Team Championship. Lors du ROH 14th Anniversary Show, ils conservent les titres contre Kushida, Matt Sydal et ACH. Le 20 mars, ils font de même contre Hiroshi Tanahashi, Juice Robinson et Michael Elgin. 
Lors de Invasion Attack 2016, ils perdent les titres contre Hiroshi Tanahashi, Michael Elgin et Yoshi Tatsu. Ils battent Hiroshi Tanahashi, Michael Elgin et Yoshitatsu au Wrestling Dontaku 2016 et remportent les NEVER Openweight 6-Man Tag Team Championship pour la deuxième fois. Le 3 juillet, ils perdent les titres contre Matt Sydal, Ricochet et Satoshi Kojima.
Le 14 août, Kenny Omega bat en finale Hirooki Goto et devient le premier non-Japonais à remporter le plus grand tournoi de la NJPW, le G1 Climax,.
Lors de la tournée G1 Special in USA, Kenny Omega bat Michael Elgin, Jay Lethal et Tomohiro Ishii, puis remporte un Eight-Man Tournament[Quoi ?] et devient le premier IWGP United States Heavyweight Champion,. Le 13 août, les Young Bucks perdent les IWGP Junior Heavyweight Tag Team Championship contre Funky Future (Ricochet et Ryusuke Taguchi).
Lors de Strong Style Evolved 2018, les Young Bucks perdent contre les Golden☆Lovers. Après le match, Cody tente d'attaquer les Young Bucks, mais Kenny Omega revient et le chasse du ring. Il tente alors de serrer la main des Bucks. Un seul des deux accepte, Matt Jackson préfère quitter le ring,.
Lors de Dominion 6.9, The Young Bucks battent Los Ingobernables de Japón (Evil et Sanada) et remportent les IWGP Tag Team Championship (ils sont la deuxième équipe à avoir remporté les titres par équipes junior IWGP, puis les titres par équipes IWGP après l'équipe No Limit (Tetsuya Naitō et Yujiro Takahashi)
Dans le main event, Kenny Omega devient le nouveau champion poids lourds de la IWGP en battant Kazuchika Okada dans un 2 Out of 3 Falls match. Il remporte le titre pour la première fois de sa carrière et devient le premier catcheur canadien à gagner cette ceinture. Après le match, les Young Bucks viennent féliciter Omega, lui font une accolade et, avec Ibushi, reforment l'Elite. En interview, Omega annonce la formation d'un nouveau groupe avec Ibushi et les Young Bucks qu'il nomme The Golden Elite.
Le 29 juin lors de NJPW CEO X NJPW, Kenny Omega et Kōta Ibushi battent Hiromu Takahashi et Tetsuya Naitō.
Le 24 octobre, Cody annonce sur son compte Twitter qu'il ne fait plus partie du Bullet Club. Le 30 octobre, les Young Bucks, Kenny Omega, Marty Scurll et Hangman Page annoncent qu'ils quittent à leur tour le Bullet Club et qu'ils se joignent à Cody pour former leur propre clan.[réf. nécessaire] Le 8 novembre, la New Japan Pro Wrestling annonce que Hangman Page et Yujiro Takahashi représenteront l'Elite lors du World Tag League Tournament. Takahashi reste membre du Bullet Club. Le 15 décembre, tous les membres du groupe effectuent leur dernière apparition à la ROH, excepté Marty Scurll, sous contrat jusqu'en avril,. Lors de Wrestle Kingdom 13 in Tokyo Dome, tous les membres du groupe font leur dernière apparition à la NJPW et perdent tous leurs matchs.

### All Elite Wrestling (depuis 2019)
Le 1er janvier 2019, Cody et les Young Bucks annoncent la formation d'une nouvelle promotion : la All Elite Wrestling. Ils y sont à la fois catcheurs et vice-présidents. Le 7 février, Kenny Omega annonce avoir signé un contrat de quatre ans avec la compagnie, et qu'il remplit les mêmes rôles que Cody et les Young Bucks.
Le 25 mai, lors du show inaugural Double or Nothing, "Hangman" Adam Page remporte une bataille royale et obtient un match pour le titre mondial de la AEW ; Cody bat Dustin, les Young Bucks conservent les titres mondiaux par équipe de la AAA en battant les Lucha Brothers, mais Kenny Omega perd contre Chris Jericho,. Le 29 juin à Fyter Fest, "Hangman" Adam Page remporte un Fatal 4-Way Match en battant Jungle Boy, Jimmy Havoc et MJF ; Cody fait match nul contre Darby Allin, puis les Young Bucks et Kenny Omega battent les Lucha Brothers et Laredo Kid dans un 6-Man Tag Team Match.
Le 14 juillet, à Fight for the Fallen, Brandi Rhodes bat Allie, "Hangman" Adam Page bat Kip Sabian, Kenny Omega bat CIMA, et les Young Bucks battent Cody et Dustin Rhodes. Le 31 août à All Out, Kenny Omega perd contre PAC, Cody bat Shawn Spears, les Young Bucks perdent leurs titres mondiaux par équipe de la AAA contre les Lucha Brothers et "Hangman" Adam Page est battu par Chris Jericho, et ne devient pas le premier champion du monde de la AEW.
Le 7 novembre à Full Gear, "Hangman" Adam Page bat PAC, Cody perd contre Chris Jericho pour le titre mondial de la AEW et Kenny Omega perd contre Jon Moxley.

#### Titres mondiaux par équipe de la AEW (2020)
Le 20 janvier 2020 à Dynamite, Kenny Omega et "Hangman" Adam Page deviennent les nouveaux champions du monde par équipe de la AEW en battant SoCal Unsensored. Le 29 février à Revolution, Kenny Omega et "Hangman" Adam Page conservent leurs titres en battant les Young Bucks. Cody perd face à MJF.
Le 23 mai à Double or Nothing, le clan et Matt Hardy battent l'Inner Circle dans un Stadium Stampede Match.
Le 1er juillet à Fyter Fest Night 1, Kenny Omega et "Hangman" Adam Page conservent leurs titres en battant les Best Friends. La semaine suivante à Fyter Fest Night 2, les deux hommes battent Private Party.
Le 5 septembre à All Out, Kenny Omega et "Hangman" Adam Page perdent face à FTR, ce qui leur fait perdre leurs titres.
Le 7 novembre à Full Gear, les Young Bucks deviennent les nouveaux champions du monde par équipe de la AEW en battant FTR.

#### Titre mondial de la AEW, doubles champions du monde par équipe de la AEW, alliance avec les Good Brothers et Adam Cole (2020-2022)
Le 2 décembre à Dynamite: Winter is Coming, Kenny Omega devient le nouveau champion du monde en battant Jon Moxley. Durant le combat, il effectue un Heel Turn, car il attaque son adversaire avec un micro. Le 15 décembre, lors d'un épisode d'Impact Wrestling, les Good Brothers (Karl Anderson et Doc Gallows) s'allient à Kenny Omega et attaquent dans les coulisses Rich Swann et les Motor City Machine Guns.
Le 16 janvier 2021, à Hard to Kill, Kenny Omega et les Good Brothers battent Rich Swann, Moose et Chris Sabin dans un 6-Man Tag Team match. Le 7 mars, à Revolution, les Young Bucks conservent leurs titres en battant Chris Jericho et MJF. Kenny Omega conserve son titre en rebattant Jon Moxley dans un Exploding Barber Wire Death match.
Le 7 avril, à Dynamite, Kenny Omega et les Good Brothers battent Jon Moxley et les Young Bucks dans un 6-Man Tag Team match. Durant le match, les deux frères effectuent aussi un Heel Turn, car ils trahissent leur partenaire avec un double Superkick. Après le combat, ils font le geste du Too Sweet avec leurs adversaires. Le 30 mai à Double or Nothing, les Young Bucks conservent leurs titres en battant Jon Moxley et Eddie Kingston. Kenny Omega conserve son titre en battant Orange Cassidy et PAC dans un 3-Way match.
Le 13 août, à Rampage, Kenny Omega ne conserve pas son titre mondial d'Impact, battu par Christian Cage, ce qui met fin à un règne de 110 jours. Le 5 septembre, à All Out, les Young Bucks ne conservent pas leurs ceintures, battus par les Lucha Brothers dans un Steel Cage match, ce qui met fin à un règne de 302 jours. Kenny Omega conserve son titre en prenant sa revanche sur le vétéran canadien. Après le combat, Adam Cole fait ses débuts et rejoint officiellement le clan, mais les six catcheurs prennent la fuite face à Jurassic Express et Bryan Danielson, qui fait aussi ses débuts avec la fédération.
Le 13 novembre, à Full Gear, Adam Cole et les Young Bucks perdent face à Christian Cage et Jurassic Express (Jungle Boy et Luchasaurus) dans un Falls Count Anywhere match. Plus tard dans la soirée, Kenny Omega ne conserve pas sa ceinture, battu par "Hangman" Adam Page, ce qui met fin à un règne de 346 jours. Le 18 novembre, à Dynamite, le leader annonce s'absenter quelque temps pour soigner ses vertiges.
Le 6 mars 2022, à Revolution, les Young Bucks ne remportent pas les ceintures, battus par Jurassic Express dans un 3-Way Tag Team match, qui inclut également reDRagon. À la fin de la soirée, Adam Cole ne remporte pas le titre mondial, battu par "Hangman" Adam Page.
Le 29 mai, à Double or Nothing, les Young Bucks perdent face aux Hardys. Adam Cole remporte la coupe Owen Hart en battant Samoa Joe en finale du tournoi masculin. Le 15 juin, à Dynamite, les Young Bucks redeviennent champions du monde par équipes, pour la seconde fois, en prenant leur revanche sur Jurassic Express dans un Ladder match. Le 26 juin, à Forbidden Door, les Young Bucks et El Phantasmo perdent face à Darby Allin, Sting et Shingo Takagi dans un 6-Man Tag Team match. Adam Cole ne remporte pas le titre mondial poids-lourds IWGP, battu par Jay White dans un Fatal 4-Way match qui inclut également "Hangman" Adam Page et Kazuchika Okada.
Le 13 juillet, à Fyter Fest - Night 1, les Young Bucks ne conservent pas leurs ceintures, battus par Swerve in our Glory (Keith Lee et Swerve Strickland) dans un 3-Way Tag Team match qui inclut également la Team Taz, ce qui met fin à un règne de 28 jours. Le 3 août, à Dynamite, ils effectuent un Face Turn, car Adam Cole et reDRagon les trahissent et se retournent contre eux, mais "Hangman" Adam Page vole à leur rescousse.

#### Retour de Kenny Omega, doubles champions du monde Trios de la AEW, doubles champions du monde par équipes de 3 de la ROH avec "Hangman" Adam Page (2022-2023)
Le 17 août, à Dynamite, Kenny Omega fait son retour de blessure après 9 mois d'absence, en tant que Face, et devient le partenaire mystère des Young Bucks. Ces derniers et lui battent Andrade El Idolo, Rush et Dragon Lee dans un Trios match au premier tour du tournoi qui désignera les futurs champions du monde Trios. Le 4 septembre, à All Out, les trois catcheurs deviennent les premiers champions du monde Trios en battant le Dark Order (Alex Reynolds et John Silver) et "Hangman" Adam Page, et remportent les titres pour la première fois de leurs carrières. Trois soirs plus tard, à Dynamite, le président de la AEW, Tony Khan, annonce que les titres leur sont retirés et qu'ils sont suspendus. Ils auraient provoqué une bagarre en coulisses du PPV avec Ace Steel et CM Punk.
Le 19 novembre, à Full Gear, ils font leurs retours de suspension, mais ne remportent pas les ceintures, battus par Death Triangle (PAC et les Lucha Brothers) dans un Trios match.
Le 4 janvier 2023, à Wrestle Kingdom 17 de la New Japan Pro Wrestling, Kenny Omega redevient champion poids-lourds des États-Unis IWGP, pour la seconde fois, en battant Will Ospreay. Le 11 janvier, à Dynamite, ils redeviennent champions du monde Trios de la AEW, pour la seconde fois, prenant leur revanche sur leurs mêmes adversaires dans un Escalera de la Muerte du dernier Best of Seven Series match. Le 5 mars, à Revolution, ils ne conservent pas leurs ceintures, battus par la House of Black (Malakai Black, Brody King et Buddy Matthews) dans un Trios match, ce qui met fin à un règne de 53 jours.
Le 10 mai, à Dynamite, Kenny Omega perd face à Jon Moxley dans un Steel Cage match. Pendant le combat, Don Callis effectue un Heel Turn en le frappant avec un tournevis sur le front. La semaine suivante, à Dynamite, le trio du clan reçoit le renfort de "Hangman" Adam Page qui fait son retour de blessure à l'œil gauche et les rejoint officiellement dans la bataille contre le Blackpool Combat Club. Le 28 mai, à Double or Nothing, le quartet du clan perd face au clan adverse dans un Anarchy in the Arena match, à la suite du Heel Turn de Konosuke Takeshita qui a attaqué Kenny Omega avec un Shinning Wizard. Le 25 juin à Forbidden Door, les Young Bucks, "Hangman" Adam Page, Eddie Kingston et Tomohiro Ishii prennent leur revanche sur le Blackpool Combat Club (Jon Moxley, Claudio Castagnoli et Wheeler Yuta), Konosuke Takeshita et Shota Umino dans un 10-Man Tag Team match. Un peu plus tard, Kenny Omega ne conserve pas son titre poids-lourds des États-Unis IWGP, battu par Will Ospreay dans un match revanche, après un règne de 172 jours.
Le 27 août, à All In, Kenny Omega, "Hangman" Adam Page et Kōta Ibushi perdent face au Bullet Club Gold (Jay White et Juice Robinson) et Konosuke Takeshita dans un Trios Tag Team match. Ensuite, les Young Bucks ne remportent pas les titres mondiaux par équipes de la AEW, battus par FTR. La semaine suivante, lors du pré-show à All Out, "Hangman" Adam Page remporte la Over Budget Battle Royal en éliminant Brian Cage en dernier. Kenny Omega perd face au Japonais, puis FTR et les Young Bucks perdent face au Bullet Club Gold (Jay White, Juice Robinson et The Gunns). Le 22 septembre, à Rampage: Grand Slam, "Hangman" Adam Page et les Young Bucks redeviennent champions du monde par équipes de 3 de la ROH, pour la seconde fois, en battant Mogul Embassy (Brian Cage, Kaun et Toa Liona).
Le 1er octobre, à WrestleDream, les Young Bucks battent les Gunns, les Lucha Brothers, Orange Cassidy et HOOK dans un Fatal 4-Way Tag Team match et deviennent aspirants no 1 aux ceintures mondiales par équipes. Un peu plus tard dans la soirée, Kōta Ibushi, Kenny Omega et Chris Jericho perdent face à la Don Callis Family (Konosuke Takeshita, Sammy Guevara et Will Ospreay) dans un Trios match. Le 1er novembre, à Dynamite, "Hangman" Adam Page et eux ne conservent pas leurs ceintures, battus par leurs mêmes adversaires dans un match revanche, ce qui met fin à un règne de 40 jours. Le 18 novembre, à Full Gear, les Young Bucks perdent face à Chris Jericho et Kenny Omega et leurs statuts d'aspirants no 1 aux ceintures mondiales par équipes.

#### Nouvelle Elite, arrivées de Kazuchika Okada et Jack Perry, retour de suspension de "Hangman" Adam Page, captures des titres Continental, TNT et mondiaux par équipes (2024-...)
Le 10 janvier 2024, à Dynamite, les Young Bucks font leurs retour après 2 mois d'absence en tant que Heel, changent leurs noms pour Matthew et Nicholas, puis confrontent Sting et Darby Allin. Le 3 mars, à Revolution, ils ne remportent pas les ceintures, battus par leurs opposants dans un Tornado Tag Team match. Trois soirs plus tard, à Dynamite, ils utilisent leurs pouvoirs de vice-présidents exécutifs pour suspendre indéfiniment "Hangman" Adam Page, virer Kenny Omega du clan et recruter Kazuchika Okada dans leurs rangs. La semaine suivante, à Dynamite: Big Business, le catcheur japonais dispute son premier match avec ses deux nouveaux partenaires, et ensemble, ils battent Eddie Kingston, PAC et Penta El Zero Miedo dans un Trios match. Le 20 mars, à Dynamite, il devient le nouveau champion Continental en battant The Mad King et remporte le titre pour la première fois de sa carrière.
Le 21 avril, à Dynasty, il conserve son titre en battant PAC. Plus tard dans la soirée, les Young Bucks redeviennent champions du monde par équipes pour la troisième fois, en prenant leur revanche sur FTR dans un Ladder match, aidés par une intervention extérieure de Jack Perry qui fait son retour de suspension après 8 mois d'absence.Trois soirs plus tard, à Dynamite, Tony Khan accepte de le réintégrer, mais il frappe le président de la compagnie avec un micro avant que les Young Bucks ne portent un Meltzer Driver à ce dernier, et il rejoint officiellement le clan. Le 30 juin, à Forbidden Door, les champions du monde par équipes et le champion Continental battent Scissor Ace (les Acclaimed et Hiroshi Tanahashi) dans un Trios match. Un peu plus tard dans la soirée, Jack Perry devient le nouveau champion TNT en battant Dante Martin, El Phantasmo, Konosuke Takeshita, Mark Briscoe et Lio Rush dans un Ladder match et remporte le titre pour la première fois de sa carrière.
Le 3 juillet, à Dynamite: Beach Break, "Hangman" Adam Page fait son retour de suspension et bat Jeff Jarrett au premier tour du tournoi pour la coupe Owen Hart masculin. La semaine suivante, à Dynamite, il ne remporte pas le tournoi Owen Hart masculin, battu par Bryan Danielson en finale, et ne devient pas aspirant no 1 au titre mondial à All In. Le 25 août, à All In, les Young Bucks conservent leurs titres en battant FTR et les Acclaimed dans un 3-Way Tag Team match. "Hangman" Adam Page ne redevient pas aspirant no 1 au titre mondial, battu par Christian Cage dans un Casino Gauntlet match et Jack Perry conserve son titre en battant Darby Allin dans un Coffin match. Treize soirs plus tard, à All Out, les Young Bucks conservent leurs titres en battant le Blackpool Combat Club (Claudio Castagnoli et Wheeler Yuta). Kazuchika Okada conserve son titre en battant Orange Cassidy, Mark Briscoe et Konosuke Takeshita dans un 4-Way match. Jack Perry ne remporte pas le titre mondial, battu par Bryan Danielson et "Hangman" Adam Page prend sa revanche sur Swerve Strickland dans un Unsanctioned Lights Out Steel Cage match.

## Membres
| Identité            | Arrivée                     | Départ         |
| ------------------- | --------------------------- | -------------- |
| Matt Jackson        | 6 janvier 2016              |                |
| Nick Jackson        | 6 janvier 2016              |                |
| "Hangman" Adam Page | 30 octobre 2018 17 mai 2023 | 27 août 2020 0 |
| Kazuchika Okada     | 6 mars 2024                 |                |
| Jack Perry          | 24 avril 2024               |                |

| Identité             | Arrivée          | Départ          |
| -------------------- | ---------------- | --------------- |
| Kenny Omega (leader) | 6 janvier 2016   | 6 mars 2024     |
| Kōta Ibushi          | 9 juin 2018      | 4 janvier 2019  |
| Marty Scurll         | 30 octobre 2018  | 4 janvier 2019  |
| Cody Rhodes          | 30 octobre 2018  | 18 mars 2020    |
| Karl Anderson        | 15 décembre 2020 | 23 octobre 2021 |
| Doc Gallows          | 15 décembre 2020 | 23 octobre 2021 |
| Adam Cole            | 5 septembre 2021 | 3 août 2022     |
| Bobby Fish           | 10 novembre 2021 | 3 août 2022     |
| Kyle O'Reilly        | 22 décembre 2021 | 3 août 2022     |

## Sous-groupes

### Actuels
| Noms         | Membres                                       | Arrivée                     | Départ         | Type     |
| ------------ | --------------------------------------------- | --------------------------- | -------------- | -------- |
| Young Bucks  | Matt Jackson Nick Jackson                     | 6 janvier 2016              |                | Tag Team |
| Hung Bucks   | "Hangman"/Adam Page Matt Jackson Nick Jackson | 30 octobre 2018 17 mai 2023 | 27 août 2020 0 | Trio     |
| Omega & Page | Kenny Omega "Hangman"/Adam Page               | 2019 17 mai 2023            | 27 août 2020 0 | Tag Team |

### Anciens
| Noms             | Membres                                                      | Arrivée          | Départ          | Types    |
| ---------------- | ------------------------------------------------------------ | ---------------- | --------------- | -------- |
| Good Brothers    | Doc Gallows Karl Anderson                                    | 15 décembre 2020 | 23 octobre 2021 | Tag Team |
| Superkliq        | Adam Cole Matt Jackson Nick Jackson                          | 5 septembre 2021 | 3 août 2022     | Trio     |
| Super Elite      | Kenny Omega Matt Jackson Nick Jackson Adam Cole              | 5 septembre 2021 | 3 août 2022     | Quator   |
| Super Villains   | Marty Scurll Matt Jackson Nick Jackson                       | 30 octobre 2018  | 4 janvier 2019  | Trio     |
| Luxury Trio      | Cody Kenny Omega Marty Scurll                                | 30 octobre 2018  | 4 janvier 2019  | Trio     |
| Team All In      | Cody Matt Jackson Nick Jackson                               | 30 octobre 2018  | 18 mars 2020    | Trio     |
| Golden Elite     | Kenny Omega Matt Jackson Nick Jackson Kota Ibushi            | 9 juin 2018      | 4 janvier 2019  | Quator   |
| Golden☆Lovers    | Kenny Omega Kota Ibushi                                      | 9 juin 2018      | 4 janvier 2019  | Tag Team |
| reDRagon         | Bobby Fish Kyle O'Reilly                                     | 22 décembre 2021 | 3 août 2022     | Tag Team |
| Cole & reDRagon  | Adam Cole Bobby Fish Kyle O'Reilly                           | 22 décembre 2021 | 3 août 2022     | Trio     |
| Undisputed Elite | Adam Cole Bobby Fish Kyle O'Reilly Matt Jackson Nick Jackson | 22 décembre 2021 | 3 août 2022     | Stable   |

## Palmarès
- All Elite Wrestling
  - 1 fois AEW World Championship :
    - Kenny Omega (1 fois)

  - 4 fois AEW World Tag Team Championship :
    - « Hangman » Adam Page et Kenny Omega (1 fois)
    - The Young Bucks (3 fois)

  - 2 fois AEW World Trios Champion :
    - Kenny Omega et The Young Bucks (2 fois, Premiers détenteurs)

  - 1 fois AEW TNT Championship
    - Jack Perry (1 fois)

  - 1 fois AEW Continental Championship
    - Kazuchika Okada (1 fois - actuel)

  - Casino Battle Royal :
    - Adam Page (2019)
- Impact ! Wrestling
  - 1 fois Impact ! World Championship :
    - Kenny Omega (1 fois)

  - 2 fois Impact ! World Tag Team Championship :
    - The Good Brothers (2 fois)
- Lucha Libre AAA Worldwide
  - 1 fois AAA Mega Championship :
    - Kenny Omega (1 fois)

  - 1 fois AAA World Tag Team Championship :
    - The Young Bucks
- New Japan Pro Wrestling
  - 1 fois IWGP Heavyweight Championship :
    - Kenny Omega (1 fois)

  - 2 fois IWGP United States Heavyweight Championship :
    - Kenny Omega (1 fois)
    - Cody Rhodes (1 fois)

  - 1 fois IWGP Intercontinental Championship : 
    - Kenny Omega

  - 4 fois IWGP Junior Heavyweight Tag Team Championship :
    - The Young Bucks

  - 1 fois IWGP Tag Team Championship :
    - The Young Bucks

  - 3 fois NEVER Openweight 6-Man Tag Team Championship :
    - Kenny Omega et The Young Bucks (2 fois)
    - Marty Scurll et The Young Bucks (1 fois)

  - G1 Climax :
    - Kenny Omega (2016)

  -  IWGP United States Heavyweight Championship Tournament (2017) – Kenny Omega

- Ring of Honor
  - 2 fois ROH World Tag Team Championship :
    - The Young Bucks[114]

  - 3 fois ROH World Six-Man Tag Team Championship :
    - Hangman Page et The Young Bucks (2 fois)
    - Cody Rhodes et The Young Bucks (1 fois)

  - Survival of the Fittest :
    - Marty Scurll (2018)

  - Équipe de l'année (2017) The Young Bucks[115]

- Pro Wrestling Guerrilla
  - 1 fois PWG World Tag Team Championship :
    - The Young Bucks